# Charles Coquerel
Pour les articles homonymes, voir Coquerel.
Jean Charles Coquerel né le 2 décembre 1822 à Amsterdam et mort le 12 avril 1867 à Saint-Denis de La Réunion, est un médecin de marine et un entomologiste français.

## Biographie

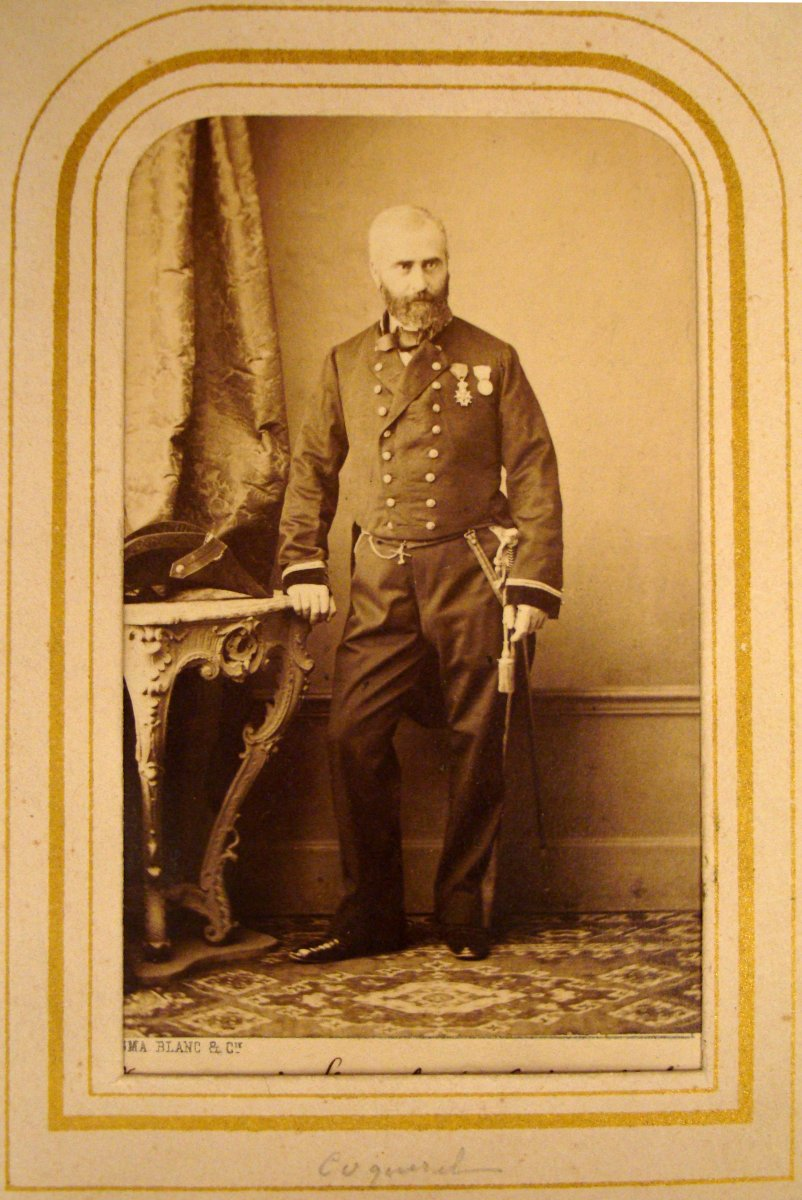
Charles Coquerel

Fils d'Anne Rattier et du pasteur Athanase-Charles Coquerel, frère aîné du pasteur libéral Athanase Coquerel, Charles fit ses études à Paris, où son père avait été appelé dès 1830 comme pasteur de l’Église réformée.
De bonne heure, Charles Coquerel embrassa la carrière de la chirurgie de marine, et y conquit, par le concours, tous ses grades, d'auxiliaire en 1845 jusqu’à celui de chirurgien de première classe en 1860. Il devint docteur de la Faculté de Paris en 1849 avec une thèse intitulée De la cécité nocturne. Il fit de nombreuses campagnes maritimes dans la Méditerranée et l’océan Indien, et notamment quatre voyages à Madagascar et à La Réunion, plus une campagne dans les Antilles et les campagnes de Crimée et d’Italie tout entières.
Il récolte des insectes, notamment à Madagascar et dans l'île de La Réunion. Une partie de ceux-ci sont décrits après sa mort par Léon Fairmaire (1820-1906) dans ses Notes sur les Coléopteres recueillis par Charles Coquerel a Madagascar et sur les côtes d'Afrique (1869).
Charles Coquerel avait payé un lourd tribut à la science. Plusieurs années avant sa mort, sa santé était déjà fortement ébranlée, et il avait dû solliciter à plusieurs reprises des congés de convalescence, mais reparti pour La Réunion, il devait y succomber d'un abcès au foie, consécutif à une dysenterie qu’il avait contractée, depuis plusieurs années, dans les régions de l’Extrême Orient.

## Hommages

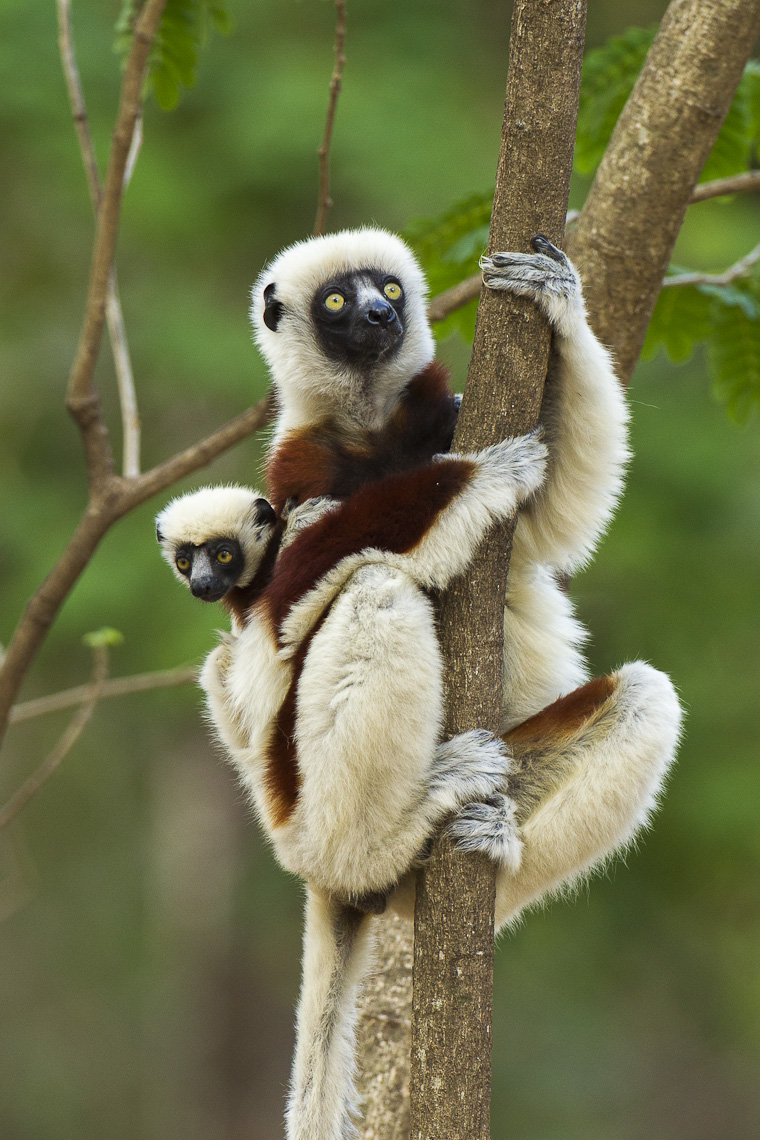
Coquerel's Sifaca - Ankarafantsika - Madagascar S4E9151 (15276873291)

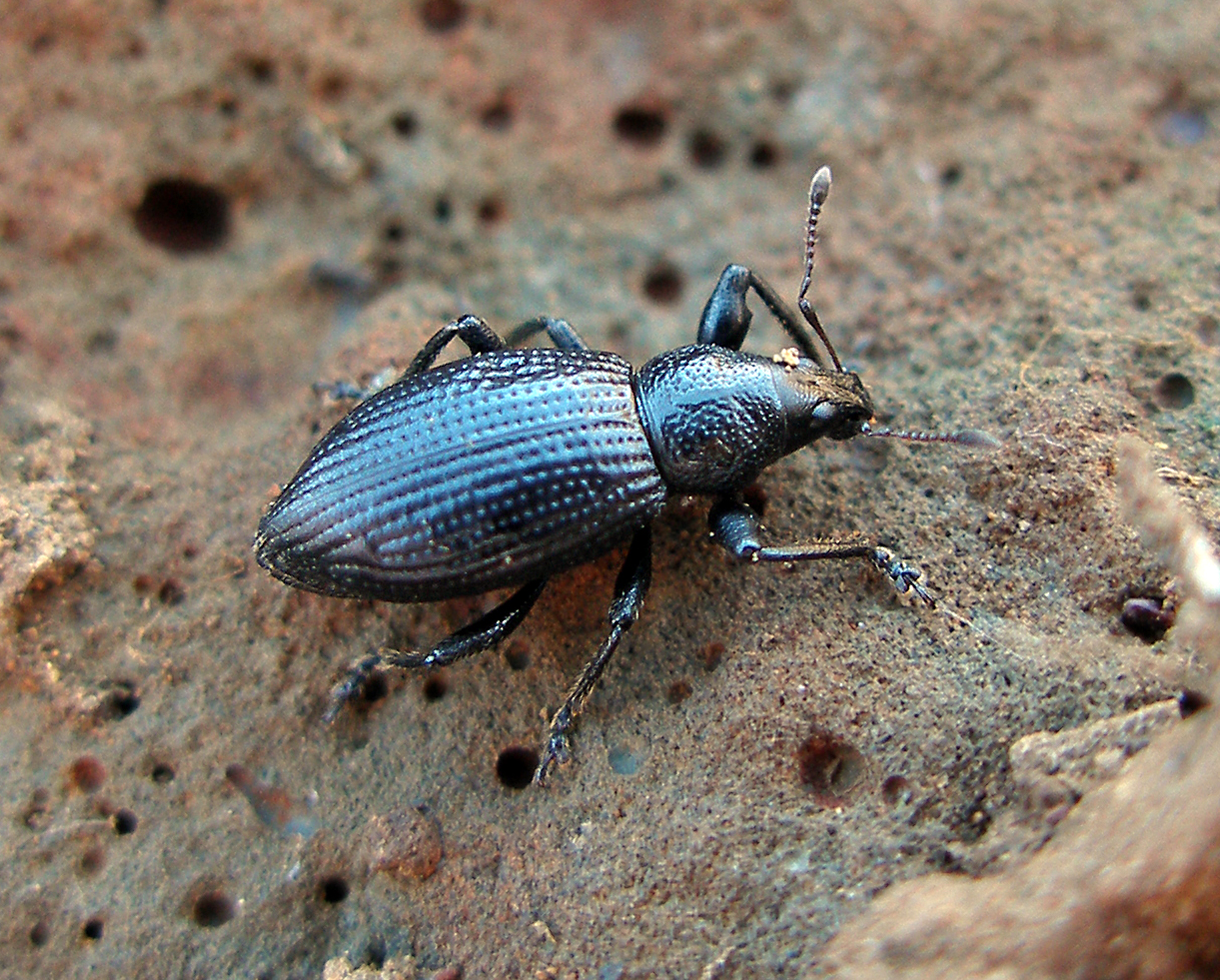
Cratopopsis coquereli (Fairmaire, 1880) (Coleoptera, Curculionidae). Espèce endémique de l'île de La Réunion.

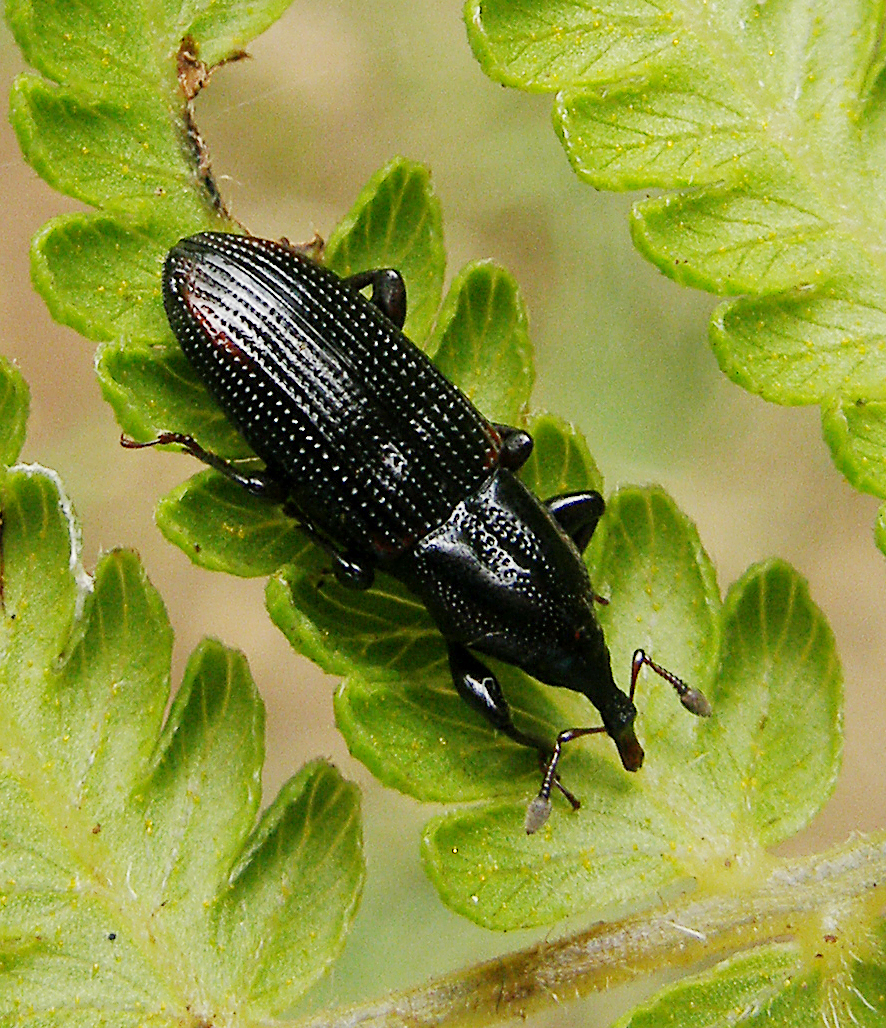
Cossonus coquereli Fairmaire, 1880, in vivo (Coleoptera, Curculionidae). Espèce endémique de l'île de La Réunion.

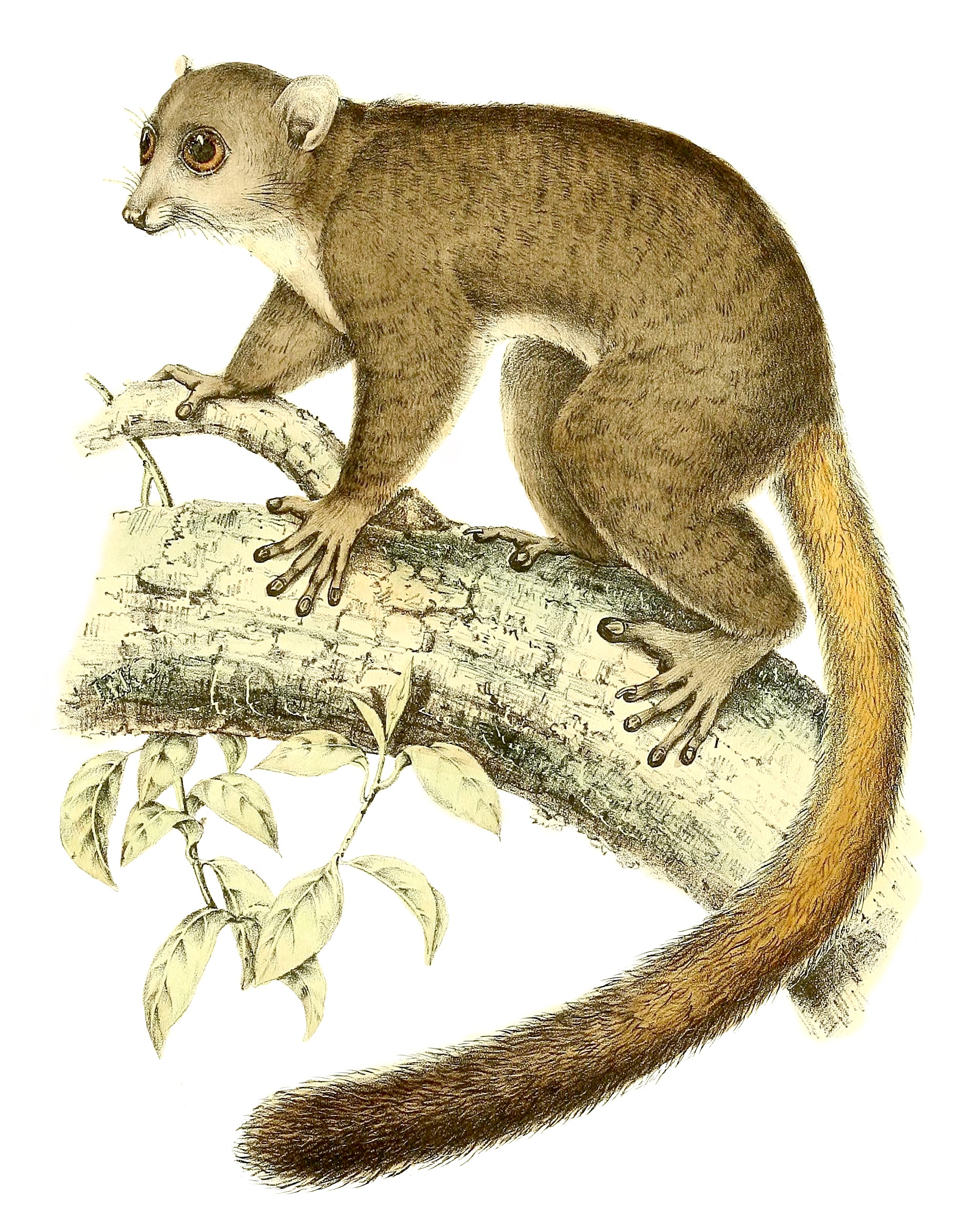
Mirza coquereli 1868